# Велозу, Руй
 Руй Велозу (порт. Rui Veloso; род. 30 июля 1957, Лиссабон) — португальский певец, автор песен и музыкант. Считается «отцом португальского рока», был главной фигурой во время бума португальской рок-музыки в 1980-х годах. Его дебютный альбом «Ar de Rock» (1980), в том числе хит-сингл «Chico Fininho», считается визитной карточкой португальского рока. В течение 1980-х и 1990-х годов выпустил множество других успешных синглов и альбомов в Португалии. Любитель блюзовой музыки, несколько раз играл с Би Би Кингом на концертах в Португалии.

## Биография
Родился в Лиссабоне 30 июля 1957 года. Его отец, Аурелиану Велозу, был первым демократически избранным мэром Порту после Революции гвоздик в 1977 году. Его дядя Антониу Пиреш Велозу был ведущим генералом в годы после революции.
Руй Велозу вырос в Порту, начал играть на губной гармошке в возрасте 6 лет. В 1972 году в возрасте 15 лет стал играть на гитаре. Развивал страсть к блюзовой музыке с раннего возраста, слушая таких исполнителей, как: Эрик Клэптон, Мадди Уотерс, Би Би Кинг и Боб Дилан. В юности был частью группы «Magara Blues Band», пел песни на английском языке, выступал в барах и в гостях у друзей.
В 1976 году познакомился с Карлосом Те, с которым у него сложилось успешное сотрудничество в области написания песен на протяжении всей его карьеры.
Его альбом «Ar de Rock» и сингл «Chico Fininho» сразу же стали популярными в Португалии. По словам Франсиско Васконселоша, исполнительного менеджера «Valentim de Carvalho» в 1980-х, с Руи Велозу политика ушла из португальской музыки, её сменила социальная сторона; португальцы перестали слушать и начали чувствовать и танцевать музыку, созданную в Португалии. Успех к «Ar de Rock» пришел потому, что в 1980 году Португалия была страной, которая отчаянно хотела перемен. Считается, что успех альбома спровоцировал волну хитов поп-рока, исполненных на португальском языке во время 1980-х годов. В сентябре 1980 года Руй Велозу выступал на разогреве у «The Police» на стадионе «Ду Рештелу».
Альбом «Rui Veloso» выпущен в 1986 году, в него вошли песни: «Porto Côvo», «Porto Sentido» и «Cavaleiro Andante». Альбом был сертифицирован «Associação Fonográfica Portuguesa» как платиновый, и после этого он отправился в свой первый крупный национальный тур на 61 концерт, который включал выступления в «Coliseu dos Recreios» в Лиссабоне и «Coliseu do Porto». Выступления Руя Велозу в «Coliseu do Porto» в июне 1987 года были записаны для его первого концертного альбома «Ao Vivo», выпущенного в 1988 году.
В марте 1990 года его пригласили сыграть в двух концертах Би Би Кинга в «Coliseu do Porto». Приглашение пришло после того, как его партнер Витор Мигуэйс связался с командой Кинга и предложил сотрудничество. Руй Велозу снова играл с Би Би Кингом в июле того же года в «Casino Estoril», а затем в 1996 и 1998 годах в Лиссабоне.
Пятым студийным альбомом стал выпущенный в 1990 году «Mingos & Os Samurais», концептуальный двойной альбом о жизни пригородной группы 1960-х и 1970-х годов. Песни «Não Há Estrelas no Céu» и «A Paixão (Segundo Nicolau da Viola)» стали чрезвычайно успешными. Это самый коммерчески успешный альбом, получивший 7-кратный платиновый сертификат «Associação Fonográfica Portuguesa» и проданный тиражом 280 000 копий к началу 1992 года. В то время это был рекорд для португальского музыканта.
В 1991 году выпустил альбом «Auto da Pimenta». Также в том же году выступил на открытии концерта Пола Саймона на стадионе «José Alvalade», который собрал более 50 000 зрителей.
В период с 1991 по 1994 дал множество концертов на международных площадках для португальских общин за рубежом. Играл в Брюсселе, Торонто, Севилье (на Expo 92), Швейцарии, Бельгии, Люксембурге, Нидерландах и Париже.
В 1992 году записал с Нуно Беттанкуром из «Extreme» сингл «Maubere» в знак солидарности с народом Восточного Тимора во время индонезийской оккупации.